# Neopseustis calliglauca
Neopseustis calliglauca is een vlinder uit de familie van de Neopseustidae. De wetenschappelijke naam van de soort is voor het eerst geldig gepubliceerd in 1909 door Meyrick.